# وید ردن
وید ردن (انگلیسی: Wade Redden؛ زادهٔ ۱۲ ژوئن ۱۹۷۷) بازیکن هاکی روی یخ اهل کانادا است.
از باشگاه‌هایی که در آن بازی کرده‌است می‌توان به نیویورک رنجرز اشاره کرد.